# Santiaguillo, Dolores Hidalgo
Santiaguillo är en ort i Mexiko.   Den ligger i kommunen Dolores Hidalgo och delstaten Guanajuato, i den centrala delen av landet, 260 km nordväst om huvudstaden Mexico City. Santiaguillo ligger 1 982 meter över havet och antalet invånare är 491.
Terrängen runt Santiaguillo är platt åt sydost, men åt nordväst är den kuperad. Runt Santiaguillo är det ganska tätbefolkat, med 96 invånare per kvadratkilometer. Närmaste större samhälle är Dolores Hidalgo, 16,3 km norr om Santiaguillo. Trakten runt Santiaguillo består i huvudsak av gräsmarker.